# Apolygus limbatus
Apolygus limbatus är en insektsart som först beskrevs av Carl Fredrik Fallén 1807.  Apolygus limbatus ingår i släktet Apolygus, och familjen ängsskinnbaggar. Arten är reproducerande i Sverige.